# Старе місто (Гданськ)

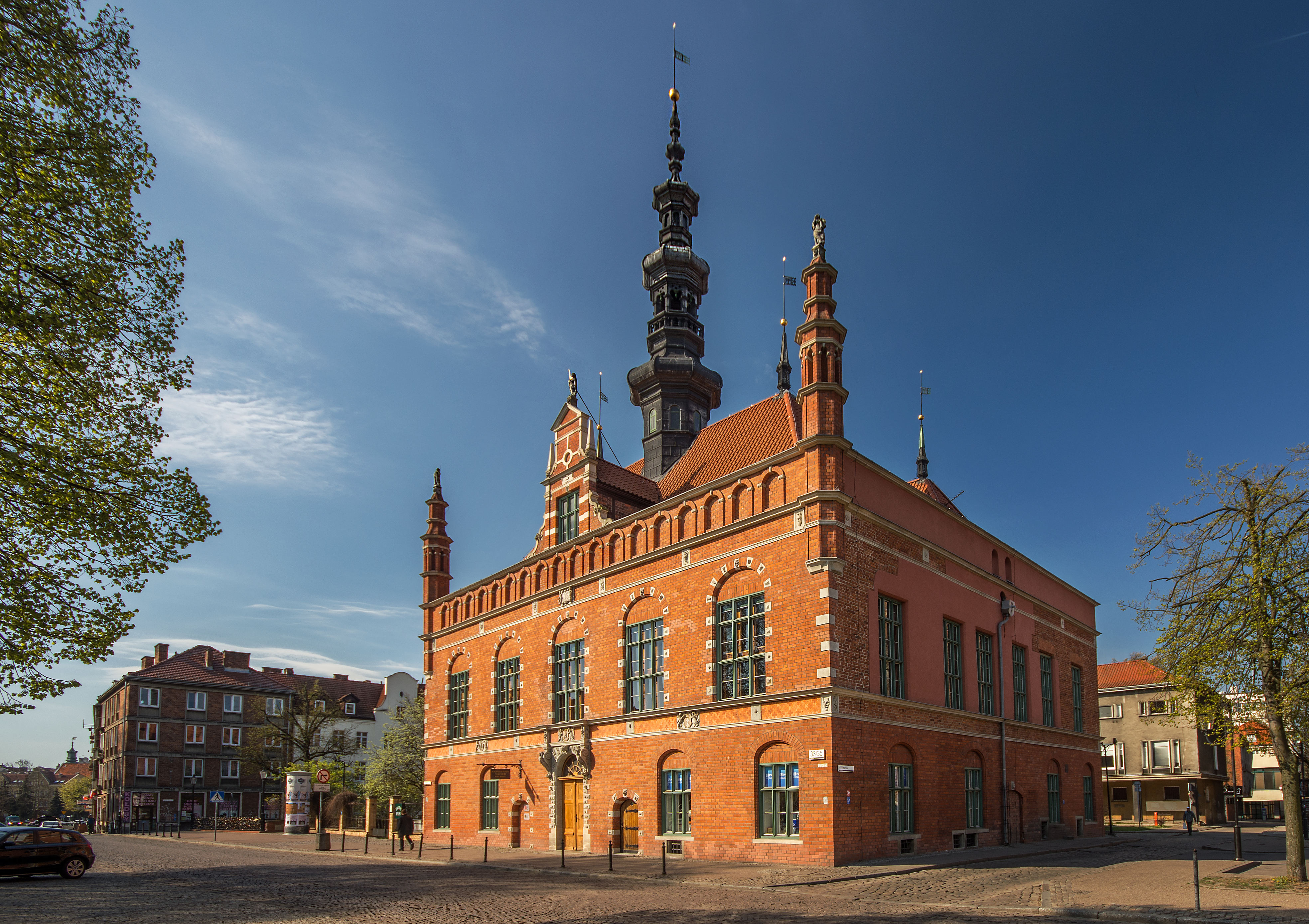
Стара ратуша

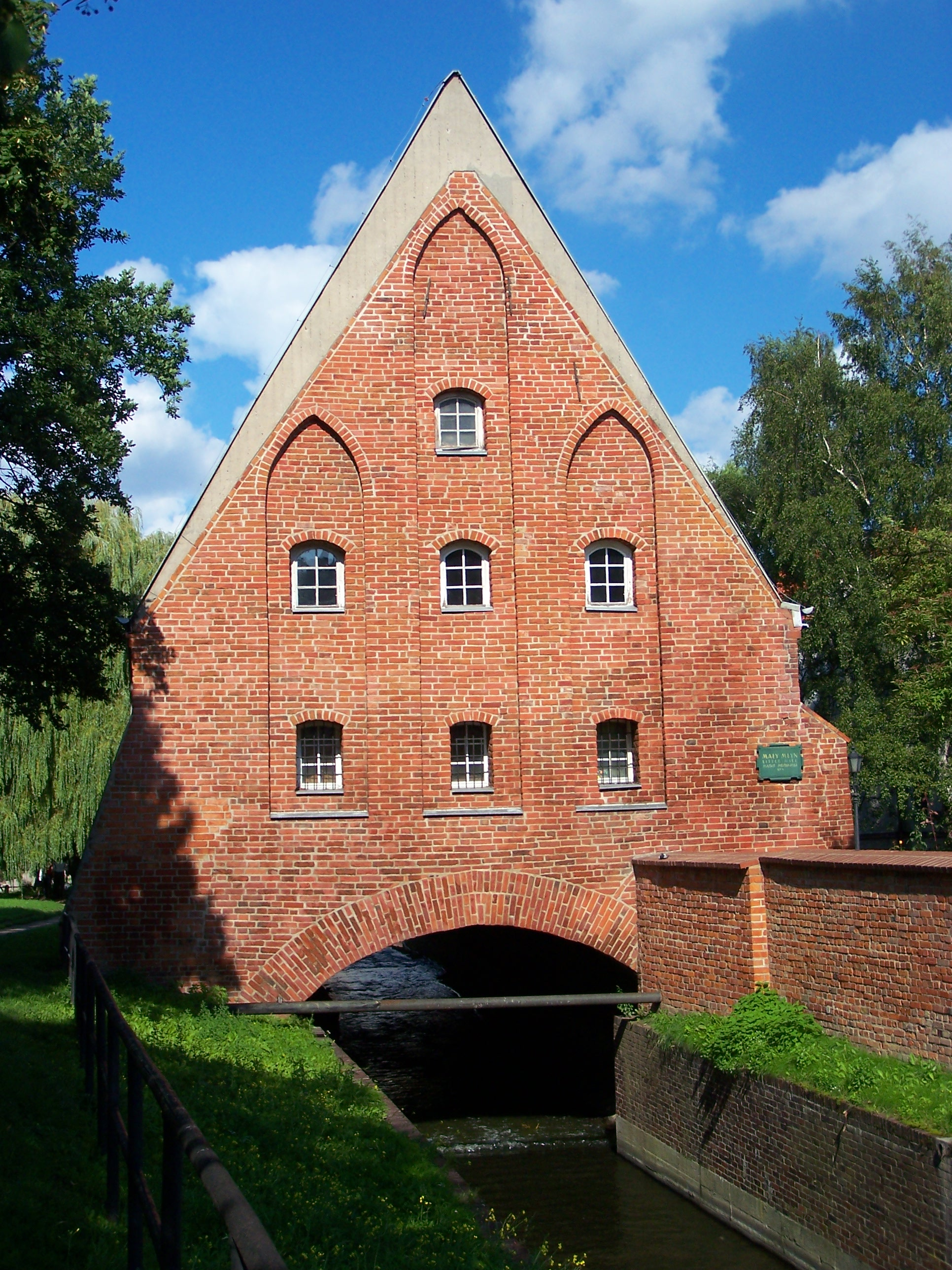
Малий млин

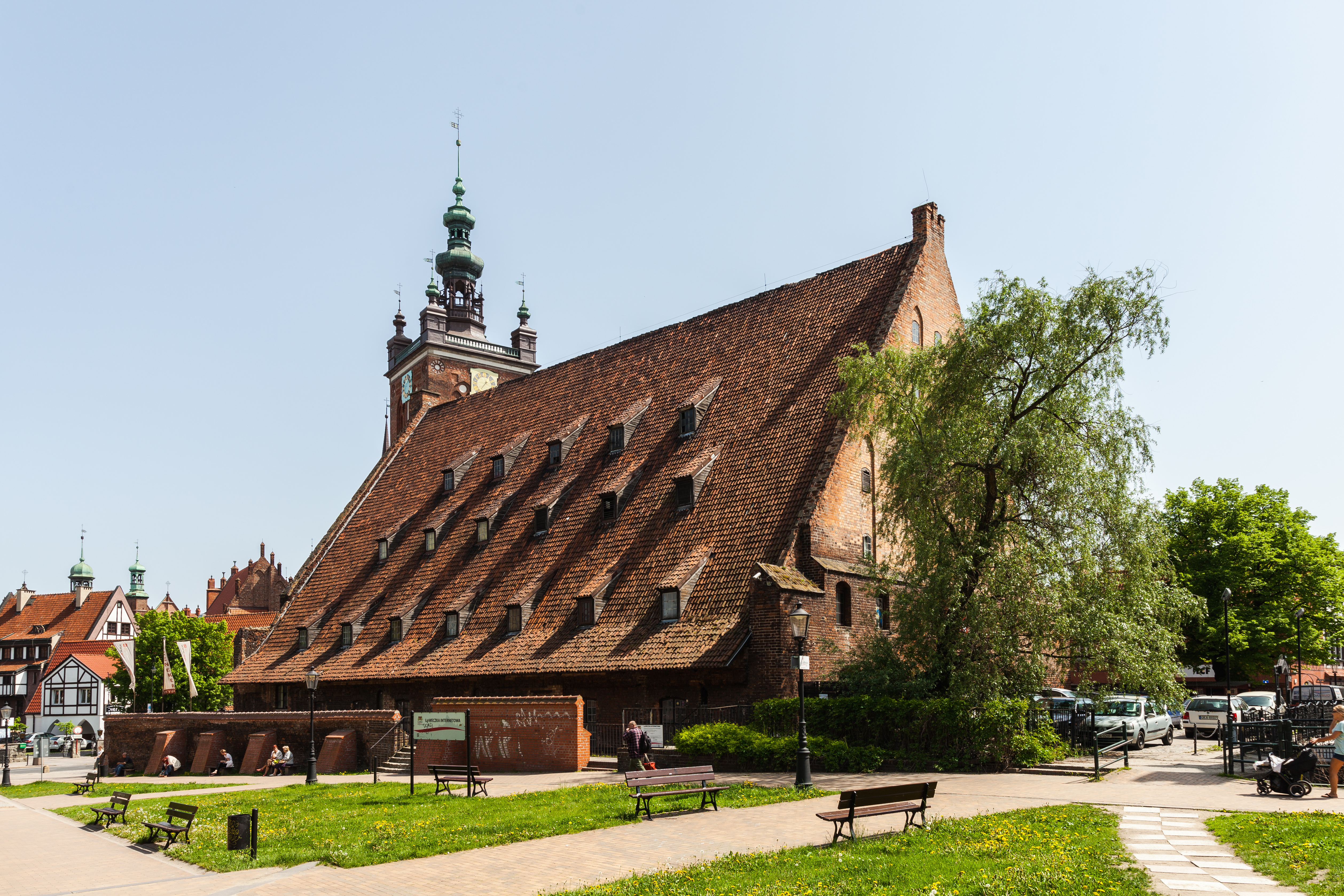
Великий млин

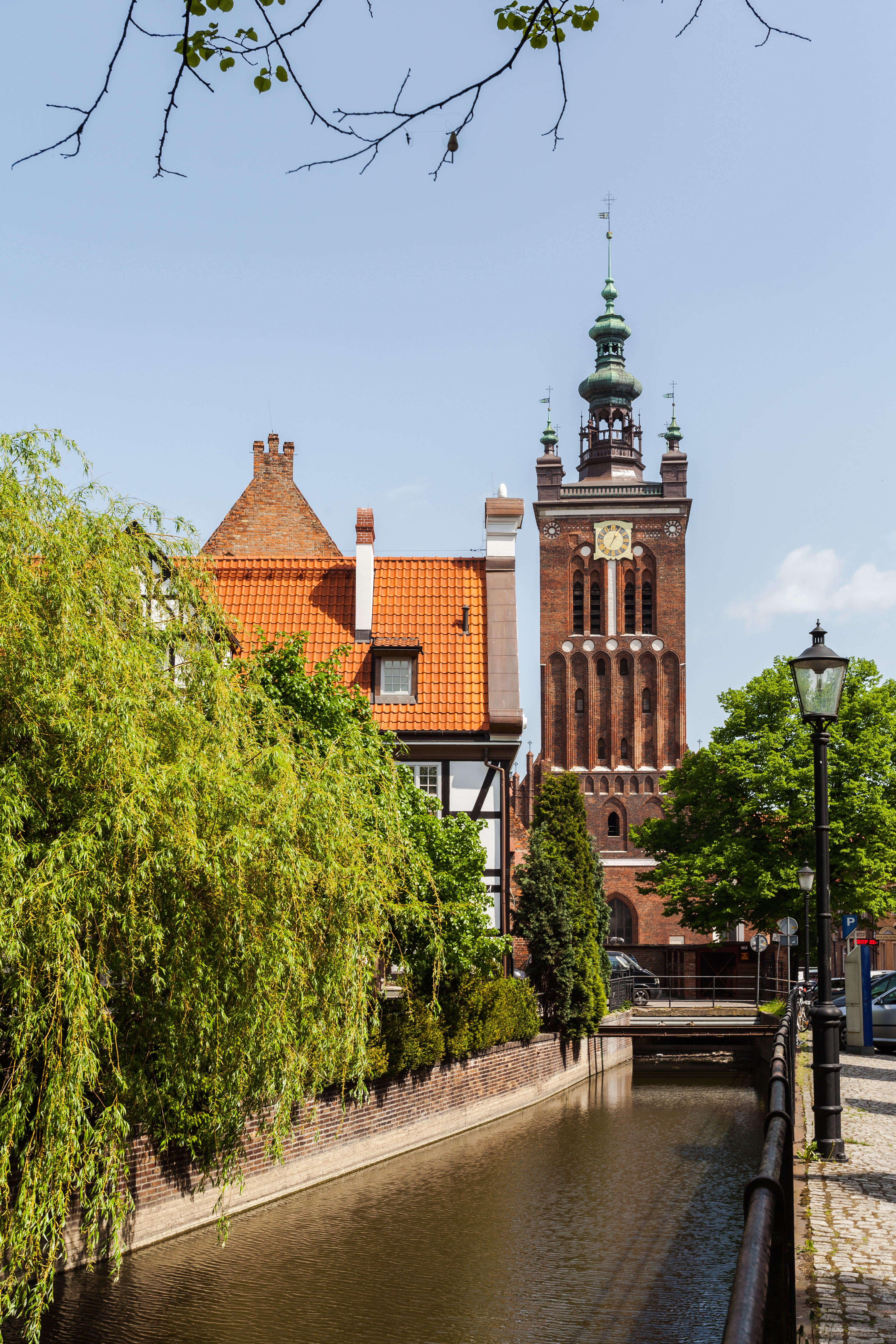
Церква св. Катерини

Старе місто (нім. Альтштадт) — частина Ґданського району Середмістя. Це найстаріший район міста.
Старе місто отримало міську грамоту в 1236 році, до 1263 року знову надано міські привілеї, а в 1308 році було деградовано.
Історична міська сітка була зруйнована в результаті Другої світової війни. Район плутають із сусіднім Головним містом, де розташовано більшість пам'яток Гданська. Старе місто має службовий та житловий характер.
У Старому місті жив і працював астроном Ян Гевеліуш.

## Історичні пам'ятки
- Стара ратуша — будівля 1589 року, побудована в стилі голландського маньєризму.
- Великий млин — середньовічний водяний млин, 1350 р.
- Малий Млин — готична споруда водяного млина, 1400 р.
- Будинок настоятелів Пельплінів — кам'яниця в стилі голландського маньєризму, розташована на вулиці Ельжбетанській.
- Польська пошта — будівля польської пошти у Вільному місті Гданську, місце бойових дій, що відбулися 1 вересня 1939 року.
- Головний залізничний вокзал Гданська — історична будівля вокзалу 1900 року з годинниковою вежею висотою 50 метрів.
- Будинок проповідників
- Фахверковий будинок

## Релігійні споруди
- церква св. Катерини з карильоном.
- церква св. Варфоломія
- церква св. Джеймса
- церква св. Єлизавети
- церква св. Йосипа
- церква св. Бріджити